# Lake Park (Georgia)
Lake Park – miasto w Stanach Zjednoczonych, w stanie Georgia, w hrabstwie Lowndes.

## Demografia
W roku 2000 miasto zamieszkiwało 549 osób, a gęstość zaludnienia wynosiła 144,5 osoby/km². W roku 2023 liczba mieszkańców wzrosła do 1485 osób, a gęstość zaludnienia przekroczyła 390 osób/km². Na przestrzeni niespełna ćwierćwiecza zaludnienie Lake Park zwiększyło się ponad 2,7-krotnie.